# Тинсман (Арканзас)
Тинсман (енгл. Tinsman) град је у америчкој савезној држави Арканзас.

## Демографија
По попису из 2010. године број становника је 54, што је 21 (-28,0%) становника мање него 2000. године.
| Група             | 2000.      | 2010.      |
| Белци             | 70 (93,3%) | 49 (90,7%) |
| Афроамериканци    | 5 (6,7%)   | 4 (7,4%)   |
| Азијати           | 0 (0,0%)   | 0 (0,0%)   |
| Хиспаноамериканци | 0 (0,0%)   | 0 (0,0%)   |
| Укупно            | 75         | 54         |